# Stephen Haber
Stephen Haber é um professor de ciência política e pesquisador dos Estados Unidos que trabalha na área do desenvolvimento econômico e social em países subdesenvolvidos.
Haber é assistente administrativo e professor da cátedra Jeanne Welch Milligan do Departamento de Ciência Política da Universidade de Stanford. Ele também é colaborador da cátedra Peter e Helen Bing do Instituto Hoover. Ele tem um Ph.D. da Universidade da Califórnia, Los Angeles.